# Márcia Ferreira
Márcia Ferreira es una deportista brasileña que compitió en triatlón. Ganó una medalla de plata en el Campeonato Panamericano de Triatlón de 1996.

## Palmarés internacional
| Campeonato Panamericano | Campeonato Panamericano | Campeonato Panamericano | Campeonato Panamericano |
| Año                     | Lugar                   | Medalla                 | Prueba                  |
| ----------------------- | ----------------------- | ----------------------- | ----------------------- |
| 1996                    | Vitória (Brasil)        | Medalla de plata        | Individual              |